# Reprezentacja Erytrei w piłce nożnej mężczyzn
Reprezentacja Erytrei w piłce nożnej (tigrinia ጋንታ ኩዕሶ እግሪ አርትራ) powstała w 1992 i jest kontrolowana przez Erytrejską Narodową Federację Piłki Nożnej (Eritrean National Football Federation). Od 1994 jest członkiem CAF, od 1998 FIFA. Nigdy nie awansowała do finałów Mistrzostw Świata ani Pucharu Narodów Afryki. Przydomek reprezentacji to "Chłopcy Morza Czerwonego". 
13 października 2015 roku po przegranym meczu z reprezentacją Botswany (1:3) w ramach eliminacji do Mistrzostw Świata w Piłce Nożnej 2018 10 zawodników poprosiło o azyl w związku z łamaniem praw człowieka w Erytrei, azyl przyznano również sześciu zawodnikom w Angoli w 2007 roku, 12 w Kenii w 2009 roku i 18 w Ugandzie w 2012 roku. 

## Udział wMistrzostwach Świata
- 1930 – 1990 – Nie brała udziału (była częścią Etiopii)
- 1994 – 1998 – Nie brała udziału (nie była członkiem FIFA)
- 2002 – 2022 – Nie zakwalifikowała się
- 2026 – Wycofała się z eliminacji[2]

## Udział wPucharze Narodów Afryki
- 1957 – 1992 – Nie brała udziału (była częścią Etiopii)
- 1994 – 1998 – Nie brała udziału
- 2000 – 2010 – Nie zakwalifikowała się
- 2012 – 2013 – Nie brała udziału
- 2015 – Wycofała się w trakcie eliminacji
- 2017 – 2023 – Nie brała udziału